# One Second (album Paradise Lost)
One Second − szósty album muzyczny angielskiego zespołu Paradise Lost. Został wydany w 1997 roku przez wytwórnię Music for Nations. Jest to pierwsza, znacznie odbiegająca od poprzednich dokonań grupy płyta, na której zespół porzucił dotychczasowy charakter, przede wszystkim doommetalowy.

## Lista utworów
1. "One Second" - 3:32
2. "Say Just Words" - 4:02
3. "Lydia" - 3:32
4. "Mercy" - 4:24
5. "Soul Courageous" - 3:01
6. "Another Day" - 4:44
7. "The Sufferer" - 4:29
8. "This Cold Life" - 4:21
9. "Blood of Another" - 4:01
10. "Disappear" - 4:29
11. "Sane" - 4:00
12. "Take Me Down" - 6:25
13. "I Despair" - 3:54

## Twórcy
- Nick Holmes – śpiew
- Gregor Mackintosh – gitara prowadząca
- Aaron Aedy – gitara rytmiczna
- Steve Edmondson – gitara basowa
- Lee Morris – perkusja